# Ла Пизана (Рим)
Ла Пизана је насеље у Италији у округу Рим, региону Лацио.
Према процени из 2011. у насељу је живело 168 становника. Насеље се налази на надморској висини од 64 м.